# Piz Kesch
Piz Kesch är en bergstopp i Schweiz.   Den ligger i regionen Albula och kantonen Graubünden, i den östra delen av landet, 190 km öster om huvudstaden Bern. Toppen på Piz Kesch är 3 418 meter över havet.
Terrängen runt Piz Kesch är bergig söderut, men norrut är den kuperad. Piz Kesch är den högsta punkten i trakten. Närmaste större samhälle är St. Moritz, 13,9 km söder om Piz Kesch. 
Trakten runt Piz Kesch består i huvudsak av gräsmarker. Runt Piz Kesch är det glesbefolkat, med 10 invånare per kvadratkilometer.